# Jackal (videojuego)
Chacal (Jackal (特殊部隊ジャッカル Tokushu Butai Jakkaru?, "Special Forces Jackal"), también distribuido bajo el título de Top Gunner, es un juego del género run and gun lanzado por Konami para arcade en 1986. El jugador debe maniobrar un jeep armado para rescatar prisioneros de guerra (POWs) atrapados en territorio de enemigo.

## Historia
La unidad Jackal es un grupo de élite de cuatro soldados que ha experimentado un duro entrenamiento para sobrevivir en cualquier entorno. El equipo está compuesto por el Coronel Decker, Lugarteniente Bob, Sargento Quint y Corporal Grey. Ellos han sido asignados a la misión de conducir dos jeeps armados a territorio hostil para el rescate y extracción de POWs.